# Benjamin Siegrist
Pour les articles homonymes, voir Siegrist.
Benjamin Siegrist, né le 31 janvier 1992, est un footballeur suisse qui évolue au poste de gardien de but au Genoa CFC, en prêt du Rapid Bucarest.

## Biographie

### En club
Benjamin Siegrist commence son parcours professionnel en Suisse dans le club du FC Bâle en 2008. En janvier 2009, il rejoint le centre de formation d'Aston Villa FC.
Le 19 mars 2016, il est prêté au Wycombe Wanderers FC.
En 2022, il rejoint le Celtic FC où il signe un contrat de 4 ans avec les Champions d'Ecosse,.
Il quitte le club en 2024 pour un club Roumain.
Fin janvier 2025, le Rapid Bucarest annonce son prêt au Genoa CFC.
Le Genoa CFC annonce son arrivée, en janvier 2025, sous forme de prêt.

### En équipe nationale
En mai 2009, Benjamin Siegrist dispute le Championnat d'Europe des moins de 17 ans en Allemagne avec les moins de 17 ans suisse où il dispute quatre matchs pour s'arrêter en demi-finales de la compétition.
Puis au mois d'octobre 2009, Benjamin participe à la Coupe du monde des moins de 17 ans au Nigeria, il y dispute sept matchs. La Suisse fait un excellent parcours et remporte la Coupe du monde contre l'équipe hôte le Nigeria (1-0). Il est élu meilleur gardien de but de la compétition.
À la suite du forfait de Roman Bürki dans la sélection des joueurs espoirs de la Nati pour le Championnat d'Europe de football espoirs 2011, le jeune gardien est naturellement appelé par Pierluigi Tami. Benjamin Siegrist endosse le rôle de troisième gardien derrière Yann Sommer, numéro 1 et Kevin Fickentscher, numéro 2. L'équipe se qualifie pour la finale de l'Euro espoir face à l'Équipe d'Espagne espoirs de football sans avoir encaissé aucun but jusque-là.

## Statistiques
| Saison                | Club                     | Championnat           | Championnat | Championnat | Coupe nationale | Coupe nationale | Coupe de la Ligue | Coupe de la Ligue | Compétition(s) continentale(s) | Compétition(s) continentale(s) | Compétition(s) continentale(s) | Playoffs | Playoffs | Challenge Cup | Challenge Cup | Total | Total |
| Saison                | Club                     | Division              | M.          | B.          | M.              | B.              | M.                | B.                | Comp.                          | M.                             | B.                             | M.       | B.       | M.            | B.            | M.    | B.    |
| 2010-2011             | Aston Villa rés.         | Reserve League        | 4           | 0           | -               | -               | -                 | -                 | -                              | -                              | -                              | -        | -        | -             | -             | 4     | 0     |
| 2011-2012             | Aston Villa rés.         | Reserve League        | 16          | 0           | -               | -               | -                 | -                 | -                              | -                              | -                              | 1        | 0        | -             | -             | 17    | 0     |
| 2012-2013             | Aston Villa rés.         | Premier League 2      | 5           | 0           | -               | -               | -                 | -                 | -                              | -                              | -                              | 8        | 0        | -             | -             | 13    | 0     |
| 2013-2014             | Aston Villa rés.         | Premier League 2      | 9           | 0           | -               | -               | -                 | -                 | -                              | -                              | -                              | -        | -        | -             | -             | 9     | 0     |
| 2013-2014             | Cambridge United (prêt)  | National League       | 3           | 0           | -               | -               | -                 | -                 | -                              | -                              | -                              | -        | -        | -             | -             | 3     | 0     |
| 2014-2015             | Aston Villa rés.         | Premier League 2      | 2           | 0           | -               | -               | -                 | -                 | -                              | -                              | -                              | -        | -        | -             | -             | 2     | 0     |
| 2015-2016             | Solihull Moors (prêt)    | National League North | 14          | 0           | 2               | 0               | -                 | -                 | -                              | -                              | -                              | -        | -        | -             | -             | 16    | 0     |
| 2015-2016             | Wycombe Wanderers (prêt) | League Two            | 1           | 0           | -               | -               | -                 | -                 | -                              | -                              | -                              | -        | -        | -             | -             | 1     | 0     |
| Sous-total            | Sous-total               | Sous-total            | 54          | 0           | 2               | 0               | -                 | -                 | -                              | -                              | -                              | 9        | 0        | -             | -             | 65    | 0     |
| 2016-2017             | FC Vaduz                 | Super League          | 27          | 0           | 2               | 0               | -                 | -                 | C3                             | 2                              | 0                              | -        | -        | -             | -             | 31    | 0     |
| 2017-2018             | FC Vaduz                 | Challenge League      | 5           | 0           | 2               | 0               | -                 | -                 | -                              | -                              | -                              | -        | -        | -             | -             | 7     | 0     |
| Sous-total            | Sous-total               | Sous-total            | 32          | 0           | 4               | 0               | -                 | -                 | -                              | 2                              | 0                              | -        | -        | -             | -             | 38    | 0     |
| 2018-2019             | Dundee United            | Championship          | 27          | 0           | 3               | 0               | 2                 | 0                 | -                              | -                              | -                              | 4        | 0        | 2             | 0             | 38    | 0     |
| Sous-total            | Sous-total               | Sous-total            | 27          | 0           | 3               | 0               | 2                 | 0                 | -                              | -                              | -                              | 4        | 0        | 2             | 0             | 38    | 0     |
| Total sur la carrière | Total sur la carrière    | Total sur la carrière | 113         | 0           | 9               | 0               | 2                 | 0                 | -                              | 2                              | 0                              | 13       | 0        | 2             | 0             | 141   | 0     |

## Palmarès

### En sélection nationale
| - Suisse - 17 ans - Coupe du monde - 17 ans - Vainqueur (1) : 2009. |  | - Suisse Espoirs - Championnat d'Europe espoirs - Finaliste (1) : 2011. |

### En club
- Champion de la deuxième division écossaise avec Dundee United en 2020.

### Distinction personnelle
- Meilleur gardien de but de la Coupe du monde des moins de 17 ans en 2009.